# اینوئو تسوراتاتسو
اینوئو تسوراتاتسو (به ژاپنی: 飯尾 連龍, Iio Tsuratatsu) مرگ ۱۱ ژانویه ۱۵۶۶، یک سامورایی در دوره سنگوکو بو که به خاندان ایماگاوا خدمت می‌کرد. تسوراتاتسو ابتدا به ایماگاوا اوجیزانه خدمت می کرد اما سپس قلعه هیکوما را در ولایت توتومی تصرف کرد و علیه این خاندان شورش کرد. او شوهر اوتازو نو کاتا و پسر اینوئو نوریتسورا بود. در سال ۱۵۶۴، ایماگاوا متوجه شد که او مخفیانه با توکوگاوا ایه‌یاسو ارتباط برقرار می‌کند و به او حمله کردند. اما سال بعد توسط اوجیزانه به سوروگا احضار شد و در آنجا ترور شد.